# Krasny Fars
Krasny Fars (russisch Красный Фарс adygeisch Фэрзэ Плъыжь) ist ein Dorf (chutor) in Südrussland. Es gehört zur Republik Adygeja und hat 140 Einwohner (Stand 2019). Im Ort gibt es 5 Straßen. Krasny Fars liegt 15 km westlich von Koschechabl (dem Verwaltungszentrum des Bezirks) auf der Straße. Nowoaleksejewski ist der nächstgelegene ländliche Ort.